# Beyond the Sea (filme)
Beyond the Sea (Brasil: Uma Vida sem Limites / Portugal: Bobby Darin - O Amor é Eterno) é um filme de drama musical biográfico estadunidense de 2004 baseado na vida do cantor e ator Bobby Darin. Estrelando no papel principal e usando sua própria voz para os números musicais, Kevin Spacey co-escreveu, dirigiu e co-produziu o filme, que leva o título da canção de Darin com o mesmo nome.
Beyond the Sea retrata a ascensão de Darin ao sucesso na indústria musical e cinematográfica durante os anos 1950 e 1960, bem como seu casamento com Sandra Dee, retratada por Kate Bosworth.
Já em 1986, Barry Levinson pretendia dirigir um filme baseado na vida de Darin, e ele começou a pré-produção do projeto no início de 1997. Quando ele finalmente deixou o cargo de diretor, Spacey, junto com o filho de Darin, Dodd, adquiriu o direitos do filme.
As filmagens de Beyond the Sea ocorreram de novembro de 2003 a janeiro de 2004. Foi lançado em dezembro de 2004, com críticas mistas e fracassou nas bilheterias. Dodd Darin, Sandra Dee e o ex-empresário da Darin Steve Blauner responderam com entusiasmo ao trabalho de Spacey no filme. Apesar de uma série de críticas negativas, alguns críticos elogiaram o desempenho de Spacey, em grande parte por causa de sua decisão de usar sua própria voz para cantar. Ele recebeu uma indicação ao Globo de Ouro.

## Sinopse
Em vez de fornecer uma biografia direta, o filme tece sequências de fantasia com cenas contendo relatos um tanto fictícios de eventos na vida de Darin e, ao longo dela, o cantor adulto interage com seu eu mais jovem. Ele narra sua determinação de sair de suas raízes da classe trabalhadora como Walden Robert Cassotto, um menino frágil do Bronx atormentado por vários ataques de febre reumática, que se torna um cantor mais famoso que Frank Sinatra. Para atingir esse objetivo, ele forma uma banda e se esforça para conseguir shows em qualquer casa noturna que o contrate.
Seu agente consegue um contrato de gravação para Darin com a Atlantic Records, onde o cantor faz o sucesso de ídolo adolescente com "Splish Splash". Não querendo limitar seu apelo ao público de rock and roll, ele muda seu nicho para cantar em big band e gravar grandes sucessos, como "Mack the Knife". Para capitalizar sua popularidade com o público adolescente e jovem, Darin é escalado para Come September, contracenando com Sandra Dee. Ele se apaixona pela atriz de 18 anos; determinado a se casar com ela, ele romanticamente a seduz e a encanta com canções como "Beyond the Sea" e "Dream Lover", Eles fogem, irritando sua mãe. Darin finalmente realiza o sonho de sua mãe ao assinar um contrato para se apresentar na famosa boate Copacabana, em Manhattan.
Conforme o sucesso o leva para a estrada e para longe de casa, Dee começa a beber muito, e o casal briga com frequência. Eventualmente, eles se separam e depois se reconciliam. Ela deu à luz um filho, Dodd. Para desgosto de sua esposa atriz, Darin foi nomeado para o Oscar de Melhor Ator Coadjuvante por sua atuação como um soldado em estado de choque em Captain Newman, M.D.
No final dos anos 1960, Darin se envolve na campanha para eleger Robert F. Kennedy para presidente dos Estados Unidos e contempla uma carreira política própria. Sua irmã Nina, sabendo que seu passado será investigado de perto se Bobby optar por entrar na arena política, o choca com a notícia de que sua amada mãe era na verdade sua avó e que ele é filho ilegítimo de Nina, filho de um pai que ela não consegue identificar.
Devastado, Darin se torna um recluso vivendo em um trailer na costa de Big Sur, na Califórnia. Ele se encontra em descompasso com as tendências musicais em constante mudança, e quando tenta se adaptar incorporando música folclórica e canções de protesto em seu repertório, ele se vê rejeitado pelo público que antes o abraçou. Destemido, ele encena um show completo com um coro gospel, no Flamingo Hotel em Las Vegas, e contra todas as probabilidades, é um grande sucesso.
No entanto, seu triunfo durou pouco. Sofrendo de envenenamento no sangue após uma cirurgia para consertar sua válvula cardíaca mecânica , Darin é levado às pressas para o hospital, onde morre aos 37 anos. Após sua morte, ele encontra sua contraparte mais jovem, e os dois fazem dueto com "As Long as I'm Singing".

## Elenco
- Kevin Spacey como Bobby Darin, que cresceu de suas raízes de classe baixa para se tornar um dos artistas de rock and roll e big band mais populares de todos os tempos.
- Kate Bosworth como Sandra Dee, a atriz popular que se casa com Bobby. Embora eles tenham se divorciado em 1967, Sandra disse que sempre o amou verdadeira e profundamente e que sempre o faria e, portanto, nunca se casou novamente.
- Bob Hoskins como Charlie Maffia, que atua como uma figura paterna e considera Bobby como seu filho.
- John Goodman como Stephen Blauner, o dedicado gerente de talentos de Bobby. Mais tarde, Blauner se tornou um produtor cinematográfico de sucesso com filmes como The King of Marvin Gardens (1972) e Drive, He Said (1971).
- Brenda Blethyn como Polly Cassotto, a avó materna biológica de Bobby, que lhe ensinou música quando criança.
- Caroline Aaron como Nina Cassotto Maffia, a mãe biológica de Bobby, que ele acreditava ser sua irmã mais velha até que ela lhe disse a verdade quando ele tinha 33 anos.
- Greta Scacchi como Mary Douvan, a mãe superprotetora de Sandra.
- Peter Cincotti como Dick Behrke, arranjador e pianista de Bobby.
- Matt Rippy como David Gershenson, o publicitário de Bobby.
- William Ullrich como o jovem Bobby.

Cathy Moriarty-Gentile e Vanessa Redgrave foram originalmente escaladas para Beyond the Sea, mas ambas as atrizes desistiram por razões não especificadas.

## Desenvolvimento

### Barry Levinson
A partir de 1986, Barry Levinson pretendia produzir e dirigir um filme biográfico baseado na vida de Darin com financiamento de sua própria produtora, a Baltimore Pictures. Com o escritor Lewis Colick, Levinson apresentou a ideia à Warner Bros. Pictures, que concordou em cofinanciar The Bobby Darin Story e cobrir as tarefas de distribuição. O produtor Arthur Friedman, um fã do trabalho de Darin, começou a negociar laboriosamente por um licenciamento musical crucial dos direitos com a ex-mulher de Darin, Sandra Dee; seu filho, Dodd; e o ex-gerente Steve Blauner. Colick escreveu o primeiro rascunho em 1987 antes que a Warner Bros. e Levinson encomendassem reescritas de Paul Attanasio e Paul Schrader. Seus roteiros, que mantiveram o título de The Bobby Darin Story, se concentraram no alcoolismo de Sandra Dee e no abuso sexual infantil cometido por seu padrasto. David Gershenson, amigo de longa data de Darin, publicitário e gerente, juntou-se ao projeto como consultor histórico.  Tom Cruise estava supostamente sob consideração para retratar Darin.
Enquanto isso, em maio de 1994, a Warner Bros. adquiriu o livro de Dodd Darin, Dream Lovers (ISBN 0-446-51768-2). James Toback e Lorenzo Carcaterra foram contratados para reescrever The Bobby Darin Story de Attanasio , que eles renomearam Dreamer na tentativa de incorporar as informações presentes em Dream Lovers de Dodd Darin. O roteiro de Toback focava fortemente na febre reumática da infância de Darin e na luta ao longo da vida contra doenças cardíacas. Ele também seguiu os scripts anteriores de Attanasio e Schrader. A pesquisa detalhada de Carcaterra incluiu discos musicais de Darin, vídeos caseiros, primeiros clipes de televisão, biografias autorizadas e não autorizadas, artigos de jornais e entrevistas em revistas. "Decidi me encontrar com muitas pessoas da vida real associadas a Bobby Darin até que [Levinson] disse que estava tirando o foco de Bobby", explicou Carcaterra. Como resultado, algumas das cenas favoritas do escritor, incluindo um confronto de Las Vegas com Elvis Presley, foram omitidas de seu terceiro e último rascunho, que chegou a 164 páginas.
A partir de 1994, Kevin Spacey ofereceu seus serviços para interpretar Bobby Darin,  mas os cineastas acreditaram que o ator era muito velho. Por volta dessa época, Spacey coincidentemente executou a versão cover de "That Old Black Magic" de Darin para a trilha sonora de Midnight in the Garden of Good and Evil. O ator explicou que depois de 1994, "pelo menos três vezes por ano, meu empresário ligava para a Warner Bros. e dizia: 'Ei, o que está acontecendo com aquele filme de Bobby Darin? Vocês algum dia vão fazer isso?'"
Com as filmagens começando originalmente no final de 1997, a pré-produção de Dreamer estava começando, e Levinson começou a discutir o filme com vários atores, incluindo Johnny Depp como Bobby Darin, Drew Barrymore como Sandra Dee, Bette Midler como a mãe biológica de Darin Nina e Bruno Kirby como marido de Nina/braço direito de Darin, Charlie Mafia. Levinson eventualmente desocupou a posição de diretor em favor de Liberty Heights (1999); por não conseguir colocar Dreamer na produção, a Warner Bros. perdeu os direitos de licenciamento musical, que reverteram para a propriedade Darin.

### Kevin Spacey
Em março de 1999, a Dick Clark Productions anunciou sua parceria com Dodd Darin em um filme biográfico, com a colaboração do produtor Arthur Friedman, que vinha desenvolvendo The Bobby Darin Story e Dreamer com Levinson na Warner Bros. desde 1986. Pouco depois, Spacey estava em discussões com Dodd Darin para estrelar o papel principal. Spacey foi capaz de adquirir os direitos do filme da Warner Bros. no início de 2000. Com a ajuda de Dodd Darin, o ator também recebeu direitos musicais exclusivos sem nenhum custo. Com sua atuação vencedora do Oscar em American Beauty (1999), Paramount Pictures interessou-se em distribuir / financiar Beyond the Sea. O negócio fracassou quando a Paramount disse a Spacey que ele estava muito velho para o papel e que preferia Leonardo DiCaprio. A partir de outubro de 2000, Spacey teve aulas de treinamento vocal com o colaborador de Darin, Roger Kellaway, para dar um retrato preciso do cantor.
Spacey também manteve relações estreitas com a família Darin como um meio de saber que ele trataria o filme "com respeito". Ele enviou cartas nesse sentido a Sandra Dee e seu filho Dodd. Steve Blauner (que é retratado por John Goodman no filme) também atuou como consultor histórico.  Dodd originalmente considerou o plano de Spacey de cantar o material de seu pai um sacrilégio, mas acabou entrando em sincronia com a abordagem profundamente empática de Spacey para a vida de Darin.
Tom Epperson, que fez amizade com Spacey enquanto escrevia o primeiro rascunho do roteiro de The Shipping News, foi contratado para escrever um novo rascunho para Beyond the Sea. O roteiro de Epperson incluía a tendência de Darin para orgias após seu divórcio com Sandra Dee. Spacey, achando o script de Epperson abertamente sombrio e mórbido, começou a reescrever Beyond the Sea, incorporando informações do script de Lewis Colick de 1987. Spacey reconheceu que retratou Darin com muita simpatia e decidiu não retratar o lado mais sombrio da vida de Darin de maneira central. "Os outros scripts fizeram de Bobby [Darin] uma figura bastante desagradável", explicou ele. "Eu não estava interessado em fazer um filme biográfico convencional, como você pode ver pelos resultados. Eu estava interessado em fazer uma celebração exuberante de um artista de uma forma que fosse edificante para o público."
Ao fazer o filme biográfico, Dodd Darin e Spacey reconheceram as experiências de carreira semelhantes entre Darin e Spacey. "Muitas pessoas duvidaram das habilidades de meu pai, e Kevin tinha céticos e opositores", comentou Dodd. "Mas os dois [homens] estavam dispostos a correr riscos e eram muito resistentes. Meu pai sempre tentava coisas novas. Você nunca conseguiria prendê-lo. A carreira de Kevin é semelhante." David Evanier, autor de Roman Candle: The Life of Bobby Darin (ISBN 978-1-59486-010-2), disse "Você pode comparar a obsessão de Kevin em fazer o filme à obsessão de Bobby. Ele também é a pessoa ideal para interpretar Bobby. Ele tem uma semelhança física incrível com ele, e também tem a intensidade e o lado sombrio de Bobby. Além disso, há a conexão com sua mãe. A crença da mãe de Bobby nele o fez disparar. A mãe de Kevin queria que ele fizesse este filme. Kevin vê o filme como um ato de devoção à mãe."
"Acho que o filme é sobre mães e filhos", disse Spacey, referindo-se ao relacionamento de Darin com sua mãe Polly e sua irmã Nina. A mãe de Spacey, Kathleen Fowler, morreu de câncer no cérebro pouco antes do início da produção. "Fiz o filme para todas as mães, mas especialmente para minha mãe. Ela me apresentou a Bobby Darin. Quando ela ficou muito doente em 2002, parei tudo e cuidei dela. Tocávamos constantemente discos de Bobby Darin e eu deixe-a ouvir as faixas que eu estava gravando. Fico feliz que ela tenha passado sabendo que esse era o filme que eu faria." Depois de suas atuações premiadas em The Usual Suspects e American Beauty, Spacey "optou por se afastar dos personagens sombrios e sarcásticos,e, em vez disso, interpretar homens danificados, mas de bom coração" em filmes como Pay It Forward, K-PAX e The Shipping News. O ator foi criticado por sua mudança de carreira; Spacey reconheceu as semelhanças quando Darin integrou música folclórica e canções de protesto.

### Produção
Em fevereiro de 2003, foi anunciado que a produção de Beyond the Sea estava se tornando acelerada, com Spacey como ator principal, co-roteirista, produtor e diretor, e Metro-Goldwyn-Mayer (MGM) concordou em cobrir os deveres de distribuição na América do Norte.  Em agosto, com a fotografia principal começando em apenas algumas semanas, a MGM abandonou o cargo de distribuidor e principal financiador devido a conflitos de agendamento. Para acumular o financiamento do orçamento de US$25 milhões do filme, que veio de produtoras estrangeiras, Spacey executou seis canções no American Film Market em novembro de 2003. Lions Gate Entertainment rapidamente assumiu as obrigações de distribuição e Spacey encontrou investidores suficientes da Inglaterra e da Alemanha para continuar avançando na produção..
Além disso, Spacey se recusou a ser pago por seu trabalho como ator, diretor, co-roteirista e produtor em Beyond the Sea. Uma parte do orçamento de US $ 25 milhões veio de sua própria Trigger Street Productions. O produtor Arthur Friedman, que conduziu o filme biográfico desde 1987, comentou que ele e Spacey experimentaram diferenças criativas durante a pré-produção. Friedman comentou que não esteve envolvido com Beyond the Sea depois que a produção começou na Alemanha. As filmagens foram originalmente programadas para começar em junho de 2003  antes de serem adiadas para 7 de novembro de 2003, durando até o final de janeiro de 2004. Oitenta por cento de Beyond the Sea foi filmado usando palcos de som nos estúdios Babelsberg na Alemanha e nos estúdios Pinewood na Inglaterra. Lulworth Cove, Dorset, Sudoeste da Inglaterra dobrou para o cenário de reclusão de Darin em Big Sur, Califórnia. Em uma tentativa de retratar de forma convincente Darin, particularmente durante as primeiras fases da vida do cantor retratado no filme, Spacey contratou o estilista de maquiagem e prótese Peter King da trilogia cinematográfica O Senhor dos Anéis.

## Música

### Trilha sonora
O álbum da trilha sonora apresenta 18 faixas interpretadas por Kevin Spacey.

## Lançamento

### Marketing
Para promover Beyond the Sea, Spacey e Phil Ramone planejaram uma turnê por 12 cidades nos Estados Unidos intitulada An Evening Celebrating the Music of Bobby Darin, que consistia na apresentação de Spacey com uma banda de 19 integrantes. "Sou eu cantando Bobby e falando sobre Bobby e falando um pouco sobre o filme", explicou Spacey em junho de 2004. Spacey se vestiu com fantasias do filme para a turnê, que começou em San Francisco e viajou por Los Angeles, Nova York, Boston, Chicago, Miami e Atlantic City antes de terminar no Wayne Newton Theatre no Stardust Hotel em Las Vegas. A performance de Spacey no Waldorf-Astoria Hotel em 11 de dezembro de 2004 recebeu uma ovação de pé.  Dodd Darin comentou: "Dizia-se sobre meu pai que ele tinha uns grandes de latão. Fazer um filme sobre meu pai é uma coisa, outra é sair e tentar trabalhar em uma boate. Kevin tem muita coragem. Eu acho que ele soa bem." O filme foi exibido e promovido no Festival Internacional de Cinema de Toronto em 11 de setembro de 2004.

### Arbitragem WGA
A partir de outubro de 2004, o Writers Guild of America, West conduziu uma arbitragem para determinar o crédito de redação dos roteiros que foram escritos desde que Barry Levinson, que desenvolveu o filme na Warner Bros. em 1987, deixou o projeto. Lewis Colick, James Toback e Tom Epperson se dissociaram para receber o crédito do WGA. The Guild justificou o crédito a Colick, que escreveu o primeiro rascunho de The Bobby Darin Story em 1987, e Kevin Spacey. O ator e escritor Jeffrey Meek acreditava que merecia crédito; ele recebeu $85.000 dos $125.000 prometidos para liquidar sua reivindicação. 
Spacey disse que Meek "não era um escritor contratado" para Beyond the Sea. "Ele entregou um rascunho, mas era um rascunho baseado em material anterior baseado em meus próprios roteiros", Spacey disse que Meek foi contratado pelo produtor Harvey Friedman, um amigo que ajudou a conectá-lo com Spacey, e que apóia sua alegação de ter produzido 12 rascunhos, incluindo um que foi relatado pela Variety como tendo recebido luz verde da MGM no início de 2003. "Ele comprou meu material e depois agi como se não existisse", explicou Meek. "Não estou dizendo que sou Rembrandt, mas é como se alguém comprasse um quadro e depois risse o nome dele e ponha o seu próprio lá."

## Recepção

### Resposta crítica
Beyond the Sea recebeu críticas mistas dos críticos. Com base em 147 resenhas coletadas pelo Rotten Tomatoes, 42% dos críticos deram ao filme uma resenha positiva, com uma pontuação média de 5.2/10. Seu consenso afirma que "A biografia de Kevin Spacey do cantor Bobby Darin é um espetáculo destemido ou um projeto embaraçoso de vaidade, de acordo com os críticos." Metacritic calculou uma pontuação média ponderada de 46/100, com base em 35 revisões.
Sandra Dee, Dodd Darin, Jimmy Scalia e Steve Blauner responderam com entusiasmo ao trabalho de Spacey no filme. Mick LaSalle do San Francisco Chronicle sentiu que Spacey parecia muito velho para retratar Darin convincentemente e chamou o filme de "um dos espetáculos mais embaraçosos de 2004" e "de cair o queixo horrível, um projeto de vaidade mal planejado e mal concebido." Desson Thomson do The Washington Post elogiou o trabalho do ator, mas também sentiu que Spacey não retratou Darin de forma convincente em seu início de carreira musical. O revisor da Internet James Berardinelli descobriu que o enredo era abertamente clichê, mas acrescentou: "Apesar da narrativa instável e do elenco inadequado de Spacey, Beyond the Sea conseguiu me manter entretido." 
Roger Ebert fez uma crítica bastante positiva, afirmando: "Kevin Spacey acredita que nasceu para interpretar Bobby Darin. Acredito que ele nasceu para interpretar personagens mais interessantes... Em seu melhor trabalho, Spacey alcançou a genialidade; ele é melhor porque um ator do que Darin jamais foi como cantor." Stephen Holden do The New York Times sentiu que "com Beyond the Sea, Spacey rasteja de volta de sua busca condenada para ser um homem comum como Tom Hanks para seu nicho na parte inferior do panteão de Hollywood. O filme é uma bagunça, Spacey, 45, é muito velho para interpretar Darin. No entanto, a estrela captura seu desespero, sua fanfarronice e, sim, seu magnetismo." Peter Travers, escrevendo na revista Rolling Stone acreditava que Spacey não poderia impedir "o filme de gemer sob o peso dos clichês biográficos. Mas o ator cria um vínculo com seu tema que corrige todos os erros. Cantando por conta própria (uma imitação misteriosa), Spacey é uma maravilha."

### Bilheteria
O filme estreou com lançamento limitado nos Estados Unidos em 17 de dezembro de 2004 e teve um lançamento mais amplo em 29 de dezembro. Arrecadou $6.318.709 nos Estados Unidos e $2.128.906 nos mercados internacionais, com uma bilheteria mundial total de $8.447.615. Foi declarado um fracasso nas bilheterias porque não recuperou seu orçamento de $25 milhões.

### Premiações
Spacey foi indicado ao Globo de Ouro de melhor ator em comédia ou musical, mas perdeu para Jamie Foxx por Ray. Ele e Phil Ramone também foram indicados para o Grammy de Melhor Álbum de Compilação de Trilha Sonora para um Filme, Televisão ou Outra Mídia Visual, mas perderam para os produtores de Ray.

### Mídia doméstica
Em 7 de junho de 2005, o filme foi lançado em DVD no formato widescreen anamórfico para os mercados da Região 1. Possui duas trilhas de áudio em inglês Dolby Digital (uma em estéreo 2.0 e outra em som surround 5.1), comentários do diretor de Spacey e um making-of.